# How I Met Your Mother (1.ª temporada)
A primeira temporada de How I Met Your Mother, uma sitcom americana criada por Carter Bays e Craig Thomas, estreou na CBS em 19 de setembro de 2005 e terminou em 15 de maio de 2006. A temporada foi dirigida por Pamela Fryman e foi produzida pela Bays & Thomas Productions e 20th Century Fox Television. Consiste em 22 episódios, cada um com aproximadamente 22 minutos de duração.

## Sinopse
No ano de 2030, Ted Mosby (dublado por Bob Saget) senta com a sua filha e seu filho para contar-lhes a história de como ele conheceu a mãe deles.
A série começa em 2005, com Ted (Josh Radnor), um arquiteto em Nova Iorque, com 27 anos de idade, seus dois melhores amigos de seus anos de faculdade, Marshall Eriksen (Jason Segel), um estudante de direito, e Lily Aldrin (Alyson Hannigan), uma professora do jardim de infância e aspirante a artista. Lily e Marshall namoram há quase nove anos, quando Marshall finalmente a pede em casamento, o que faz Ted pensar sobre casamento e encontrar sua alma gêmea, para grande desgosto do seu melhor auto-nomeado amigo Barney Stinson (Neil Patrick Harris), que ele conheceu no banheiro em um bar, quatro anos antes. Barney é um serial mulherengo que inventa jogos elaborados, geralmente envolvendo fantasias e identidades falsas, projetados para levar mulheres para cama, que ele perde o interesse imediatamente depois.
Ted começa sua busca por sua alma gêmea perfeita e encontra uma jovem e ambiciosa repórter do Canadá, Robin Scherbatsky (Cobie Smulders), por quem rapidamente se apaixona. Robin, no entanto, não quer se apressar em um relacionamento e os dois decidem ser amigos. No futuro, Ted revela que Robin não é a mãe depois de se referir a ela como "tia Robin".
Ted começa a namorar uma confeiteira, Victoria (Ashley Williams), com quem se reúne no casamento de um amigo, fazendo com que Robin fique com ciúmes e perceba que ela tem sentimentos por Ted. Victoria ganha uma bolsa de estudos em uma confeitaria e muda-se para a Alemanha, então ela e Ted tentam um relacionamento à distância. Quando Ted descobre sobre os sentimentos de Robin, ele diz que rompeu com Victoria. Eles quase tem relações sexuais quando Victoria telefona e Robin atende, confundindo o telefone de Ted pelo dela própria. Ted e Victoria se separam, e com raiva Robin se distância de Ted, mas, eventualmente, se reconciliam e resolvem namorar.
Enquanto isso, Lily começa a se perguntar se ela perdeu todas as oportunidades por causa de seu relacionamento com Marshall, e decide seguir uma bolsa de Artes em São Francisco, rompendo com Marshall no processo. A temporada termina com Ted voltando para o apartamento, pela manhã, depois de passar a noite com Robin, pela primeira vez, para encontrar Marshall sentado na chuva com o anel de noivado de Lily, devastado por sua ruptura repentina.

## Elenco e personagens

### Principal
- Josh Radnor como Ted Mosby
- Jason Segel como Marshall Eriksen
- Cobie Smulders como Robin Scherbatsky
- Neil Patrick Harris as Barney Stinson
- Alyson Hannigan as Lily Aldrin
- Bob Saget (não creditado) como futuro Ted Mosby (voz)

### Recorrente
- Lyndsy Fonseca como Penny (futura filha)
- David Henrie como Luke (futuro filho)
- Jon Bernthal como Carlos
- Ashley Williams como Victoria
- Joe Nieves como Carl
- Alexis Denisof como Sandy Rivers
- Marshall Manesh como Ranjit
- Charlene Amoia como Wendy a garçonete

## Episódios
| N.º na série | N.º na temp. | Título                              | Dirigido por  | Escrito por                | Exibição original       | Cód. de produção | Audiência (milhões) |
| --- | ------------ | ----------------------------------- | ------------- | -------------------------- | ----------------------- | ---------------- | ------------------- |
| 1 | 1            | "Pilot"                             | Pamela Fryman | Carter Bays e Craig Thomas | 19 de setembro de 2005  | 1ALH79           | 10,94               |
| Depois que seu melhor amigo Marshall pede em casamento sua namorada de longa data, Lily, Ted solicita ajuda de seu amigo Barney para encontrar a 'The One' para sua vida. Ele consegue um encontro com Robin, uma garota que conheceu em seu bar habitual no bairro, mas ameaça assustar Robin quando ele acidentalmente revela seu amor por ela no primeiro encontro. Enquanto isso, Marshall acidentalmente acerta Lily com a rolha de champanhe depois que eles ficam noivos, forçando-a a usar um tapa-olho. |              |                                     |               |                            |                         |                  |                     |
| 2 | 2            | "Purple Giraffe"                    | Pamela Fryman | Carter Bays e Craig Thomas | 26 de setembro de 2005  | 1ALH01           | 10,40               |
| Em uma tentativa de reparar sua situação com Robin, Ted, em vez disso, busca um relacionamento "casual" com ela, convidando-a para uma série de festas. Marshall tenta escrever um importante documento jurídico de 25 páginas, mas as festas de Ted e o desejo pós-noivado de Lily o distraem. Enquanto isso, Barney tenta terminar um relacionamento que ele, sem saber, começou. |              |                                     |               |                            |                         |                  |                     |
| 3 | 3            | "Sweet Taste of Liberty"            | Pamela Fryman | Phil Lord e Chris Miller   | 3 de outubro de 2005    | 1ALH02           | 10,44               |
| Ted concorda em deixar Barney interromper sua rotina, fazendo uma viagem inesperada ao aeroporto com ele, que eventualmente leva a dupla à Filadélfia causando problemas com a segurança do aeroporto. Enquanto isso, Lily e Robin saem para beber, mas Lily fica com ciúmes quando ela não é tão bem-sucedida com os homens quanto Robin, pelo qual ela culpa seu anel de noivado. Marshall viaja entre as duas situações na tentativa de corrigir os problemas do grupo.                                       |              |                                     |               |                            |                         |                  |                     |
| 4 | 4            | "Return of the Shirt"               | Pamela Fryman | Kourtney Kang              | 10 de outubro de 2005   | 1ALH03           | 9,84                |
| A busca contínua de Ted pela 'The One' o leva a olhar para o seu passado para reavivar chamas antigas. Infelizmente, a mulher que ele está pensando é a mesma com quem ele terminou anos atrás no dia do aniversário dela, e ela ainda guarda rancor. Enquanto isso, Barney desafia Robin, a âncora do Metro News One, a inserir palavras ou frases questionáveis em seu noticiário diário em troca de dinheiro. Apesar disso, Robin começa a apreciar mais a importância de seu trabalho.                       |              |                                     |               |                            |                         |                  |                     |
| 5 | 5            | "Okay Awesome"                      | Pamela Fryman | Chris Harris               | 17 de outubro de 2005   | 1ALH04           | 10,14               |
| Robin convida o grupo para uma boate, mas Marshall e Lily decidem sediar uma festa de queijos e vinhos na tentativa de agir de maneira mais madura. Marshall e Lily rapidamente ficam entediados, no entanto, e fogem de sua própria festa, a fim de se juntar ao resto do grupo na boate, onde descobrem Robin do lado de fora, incapaz de voltar a entrar no clube. Enquanto isso, Ted e Barney experimentam eventos imprevistos enquanto dançam.                                                              |              |                                     |               |                            |                         |                  |                     |
| 6 | 6            | "Slutty Pumpkin"                    | Pamela Fryman | Brenda Hsueh               | 24 de outubro de 2005   | 1ALH05           | 10,89               |
| Marshall e Lily estão animados para participar da competição de fantasias para casais no bar de sempre. Por outro lado, a recusa de Robin em vestir uma fantasia de casal com o namorado coloca pressão no novo relacionamento. Enquanto isso, Ted faz sua visita anual à festa de Halloween no terraço em busca de uma garota que ele conheceu há três anos. |              |                                     |               |                            |                         |                  |                     |
| 7 | 7            | "Matchmaker"                        | Pamela Fryman | Sam Johnson e Chris Marcil | 7 de novembro de 2005   | 1ALH07           | 10,55               |
| Robin direciona um cético Ted para um serviço de encontros on-line com uma taxa de sucesso de 100%. Quando o serviço dá zero a Ted, Ted tira informações do computador da casamenteira para visitar uma dermatologista envolvida, em um esforço para desmerecer a previsão de que não há mulheres por ele. Enquanto isso, Marshall e Lily ficam obcecados em perseguir um bicho estranho e incomum fora de seu apartamento.                                                                                      |              |                                     |               |                            |                         |                  |                     |
| 8 | 8            | "The Duel"                          | Pamela Fryman | Gloria Calderon Kellett    | 14 de novembro de 2005  | 1ALH06           | 10,35               |
| Quando Lily decide se mudar formalmente para o apartamento de Marshall e Ted, Barney adverte um cético Ted de que o casal acabará por forçá-lo a sair. Quando Ted descobre que Lily substituiu sua amada, mas surrada, cafeteira por uma nova, ele começa a pensar que Barney está certo. Enquanto isso, Barney inventa uma nova lei de namoro e tenta convencer os outros a usá-la. |              |                                     |               |                            |                         |                  |                     |
| 9 | 9            | "Belly Full of Turkey"              | Pamela Fryman | Phil Lord e Chris Miller   | 21 de novembro de 2005  | 1ALH09           | 10,29               |
| Marshall e Lily visitam a família de Marshall em Minnesota para o Dia de Ação de Graças, mas Lily se sente deslocada com a família grande, barulhenta e indisciplinada. Enquanto isso, Robin e Ted ficam surpresos ao encontrar Barney como o Voluntário do Ano em uma cozinha local. Ted fica ainda mais surpreso ao começar a descobrir atos antiéticos que ocorrem nos bastidores da caridade. |              |                                     |               |                            |                         |                  |                     |
| 10 | 10           | "The Pineapple Incident"            | Pamela Fryman | Carter Bays e Craig Thomas | 28 de novembro de 2005  | 1ALH08           | 12,27               |
| Depois que Ted desmaia após uma noite especialmente selvagem na cidade, ele acorda na manhã seguinte com um tornozelo torcido, uma jaqueta queimada, uma garota em sua cama e um abacaxi em seu quarto. Incapaz de se lembrar de tudo o que aconteceu ao longo da noite, ele pede a seus amigos e à garota em sua cama, Trudy, para informá-lo sobre as desventuras da noite. |              |                                     |               |                            |                         |                  |                     |
| 11 | 11           | "The Limo"                          | Pamela Fryman | Sam Johnson e Chris Marcil | 19 de dezembro de 2005  | 1ALH10           | 10,36               |
| Na véspera de Ano Novo, Ted surpreende seus amigos, contratando uma limusine para levá-los em uma excursão pela vida noturna da cidade de Nova York. Robin traz seu novo namorado, e o resto do grupo tem uma festa que todos querem assistir antes que a noite acabe. À medida que a noite avança, o grupo pega e perde pessoas enquanto a limusine viaja pela cidade. À medida que o relógio se aproxima da meia-noite, a limusine fica presa no trânsito a caminho da última festa.                           |              |                                     |               |                            |                         |                  |                     |
| 12 | 12           | "The Wedding"                       | Pamela Fryman | Kourtney Kang              | 9 de janeiro de 2006    | 1ALH11           | 11,49               |
| A decisão de Ted de levar Robin como acompanhante para o casamento de um amigo leva a uma discussão entre a noiva e o noivo que termina abruptamente o casamento. Ted e Marshall confortam a noiva e o noivo e os convencem a retomar o casamento. Eles concordam, mas uma oportunidade de última hora no trabalho leva Robin a cancelar inesperadamente, deixando Ted sozinho. |              |                                     |               |                            |                         |                  |                     |
| 13 | 13           | "Drumroll, Please"                  | Pamela Fryman | Kourtney Kang              | 23 de janeiro de 2006   | 1ALH12           | 10,82               |
| Ted se sente atraído por uma mulher misteriosa que conhece no casamento. Incapaz de encontrá-la na manhã seguinte, Ted pede a ajuda de Barney em um esforço para localizá-la. Enquanto isso, Robin revela que ela saiu do trabalho mais cedo e viu Ted e a garota misteriosa juntos na noite anterior, e teve que enfrentar seus próprios sentimentos por Ted. |              |                                     |               |                            |                         |                  |                     |
| 14 | 14           | "Zip, Zip, Zip"                     | Pamela Fryman | Brenda Hsueh               | 6 de fevereiro de 2006  | 1ALH13           | 10,94               |
| Depois de concordar em levar as coisas devagar, Ted e Victoria mudam abruptamente quando descobrem que Victoria estará fora da cidade no aniversário de um mês. Enquanto experimentam uma série de marcos, Marshall e Lily se perguntam se o longo relacionamento deles está fora dos marcos. Enquanto isso, Robin decide ser o "bro" de Barney. |              |                                     |               |                            |                         |                  |                     |
| 15 | 15           | "Game Night"                        | Pamela Fryman | Chris Harris               | 27 de fevereiro de 2006 | 1ALH14           | 9,82                |
| Quando Lily fala sobre a primeira namorada de Barney, Shannon, a turma revive seus momentos mais embaraçosos para convencer Barney a terminar de falar sobre seu primeiro relacionamento. Quando Barney estava namorando Shannon, ele era um namorado dedicado. No entanto, quando Shannon inventa uma história para deixar Barney para um homem mais rico e bem vestido, Barney muda sua visão da vida para se tornar quem ele é hoje.                                                                          |              |                                     |               |                            |                         |                  |                     |
| 16 | 16           | "Cupcake"                           | Pamela Fryman | Maria Ferrari              | 6 de março de 2006      | 1ALH15           | 10,15               |
| Assim como as coisas estão indo bem entre Ted e Victoria, ela recebe uma oportunidade surpreendente, mas incrível, de ser bolsista de um instituto de culinária na Alemanha. Enquanto o casal discute a viabilidade de relacionamentos à distância, Marshall e Lily relembram o momento em que Lily estudava arte em Paris, mas ao contar sua história, descobrem que nem sabiam toda a verdade. |              |                                     |               |                            |                         |                  |                     |
| 17 | 17           | "Life Among the Gorillas"           | Pamela Fryman | Carter Bays e Craig Thomas | 20 de março de 2006     | 1ALH16           | 9,80                |
| Marshall e Lily discutem sobre o novo emprego de Marshall na empresa de Barney, que Lily alega estar afetando negativamente seus valores. Enquanto isso, Ted se sente culpado por não ter enviado a Victoria tantos pacotes de assistência quanto ela e pede a Robin conselhos sobre como manter seu relacionamento de longa distância. Naquela noite, como Ted se preocupa com a possibilidade de Victoria terminar com ele, ele recebe uma ligação de Robin.                                                   |              |                                     |               |                            |                         |                  |                     |
| 18 | 18           | "Nothing Good Happens After 2 A.M." | Pamela Fryman | Carter Bays e Craig Thomas | 10 de abril de 2006     | 1ALH17           | 7,65                |
| Quando Ted recebe uma mensagem ameaçadora de Victoria dizendo que ela quer "conversar", Ted fica convencido de que ele está prestes a ser descartado. Naquela noite, Robin convida Ted para seu apartamento. Lily e Marshall tentam dissuadir Ted de ir, mas inadvertidamente dão a ele mais motivos para ir. Enquanto isso, Barney tenta convencer Lily e Marshall a se juntar a ele em uma "noite legendária".                                                                                                 |              |                                     |               |                            |                         |                  |                     |
| 19 | 19           | "Mary the Paralegal"                | Pamela Fryman | Chris Harris               | 24 de abril de 2006     | 1ALH18           | 7,60                |
| Robin convida o grupo para um banquete de premiação no qual ela está sendo homenageada por seus noticiários. No banquete, Barney convence Ted que sua acompanhante é uma prostituta que ele contratou, enquanto Ted também luta para ver Robin com seu colega de trabalho. |              |                                     |               |                            |                         |                  |                     |
| 20 | 20           | "Best Prom Ever"                    | Pamela Fryman | Ira Ungerleider            | 1 de maio de 2006       | 1ALH19           | 7,24                |
| Quando o local ideal para o casamento de Lily e Marshall tem uma abertura súbita dois meses antes da data prevista para o casamento, o casal se esforça para decidir sobre o casamento. Para visualizar uma banda que eles estão pensando em contratar, o grupo entra no baile do ensino médio, onde a banda está se apresentando. Enquanto dançam para a banda, Ted e Robin decidem tentar consertar sua amizade.                                                                                               |              |                                     |               |                            |                         |                  |                     |
| 21 | 21           | "Milk"                              | Pamela Fryman | Carter Bays e Craig Thomas | 8 de maio de 2006       | 1ALH20           | 8,07                |
| O serviço de matchmaking finalmente retorna com Ted, mas ele deixa seu encontro com sua "mulher perfeita" em espera enquanto decide se ainda tem sentimentos por Robin. No escritório, Barney pede a ajuda de Marshall para brincar com um homem que trabalha no prédio do outro lado da rua. Enquanto isso, Lily se inscreve para uma bolsa de arte em São Francisco sem avisar Marshall, mesmo que isso possa arruinar seus planos de casamento.                                                               |              |                                     |               |                            |                         |                  |                     |
| 22 | 22           | "Come On"                           | Pamela Fryman | Carter Bays e Craig Thomas | 15 de maio de 2006      | 1ALH21           | 8,64                |
| Ted finalmente decide que ele quer perseguir Robin em vez da mulher no serviço de encontros, e finalmente tenta conquistar seu coração, esforçando-se ao máximo para romantá-la. Enquanto isso, Marshall se preocupa com seu relacionamento com Lily quando descobre que ela aceita a bolsa de arte em San Francisco. Enquanto Ted tenta aprender uma dança da chuva para impressionar Robin, Marshall descobre que Lily o deixou.                                                                               |              |                                     |               |                            |                         |                  |                     |

## Recepção

### Resposta da crítica
A temporada foi recebida com críticas mistas. No site de agregação de críticas, Rotten Tomatoes relatou que 60% dos 15 críticos deram ao programa uma crítica positiva. Apesar das críticas mistas, o programa apareceu em várias listas de melhores programas de televisão, incluindo Time Magazine e Chicago Tribune.
A primeira temporada recebeu uma média de 9,47 milhões de espectadores por todos os 22 episódios nos EUA. De toda a programação regular no horário nobre que foi ao ar durante a temporada de televisão americana de 2005-2006, How I Met Your Mother foi classificada em 51.º de 156, de acordo com o sistema Nielsen ratings. O episódio piloto foi assistido por 10.94 milhões de espectadores, enquanto a Season finale foi assistida por 8.64 milhões de espectadores.
Metacritic, um site de agregação de críticas que coleta opiniões críticas, deu à primeira temporada uma pontuação de 69 em cada 25 avaliações coletadas, significando "avaliações geralmente favoráveis". Muitos críticos compararam o programa à sitcom recentemente concluída Friends, com alguns chamando de "sucessor digno" e outros um "bem executado... roubo". James Poniewozik, da Time, observou que com "apenas alguns episódios da série, os roteiristas conhecem esses personagens por dentro e por fora". No entanto, Poniewozik ridicularizou a premissa do programa, a narração do Futuro Ted, como uma "distração enigmática". Hal Boedeker, do The Orlando Sentinel, discordou, dizendo que "a reviravolta deve manter os espectadores voltando" e elogia os cinco personagens como "irresistíveis". The A.V. Club também chamou a premissa de "um vencedor" e os atores de "atraentes", mas queixaram-se de que o programa se mantinha muito próximo das falas comuns de comédia, assim como Doug Elfman, do Chicago Sun-Times, que menosprezou o roteiro como pouco mais do que uma série de "piadas baratas".
Robert Bianco, do USA Today, foi mais otimista, elogiando o "elenco legal" e o "roteiro bem-humorado" e chamando o programa de "o mais inventivo" das novas séries daquele ano. The New York Times disse que o programa era "agradável de assistir" tem "potencial para melhorar", mas não "revolucionará" as comédias nem iniciará um fenômeno da cultura pop. Charlie McCollum, do The San Jose Mercury News, escreveu que How I Met Your Mother foi um dos principais candidatos para substituir Friends na categoria de sitcom, elogiando o programa como "algo com inteligência real e de charme considerável". Ele elogiou os roteiristas por "dar uma reviravolta aos pedaços da fórmula da sitcom" e o elenco por "acertar todos os cilindros desde a primeira cena", prevendo que o programa poderia ser um inesperado rompimento criativo com o público.

### Prêmios
A primeira temporada foi indicada para quatro prêmios, vencendo dois. Ambas as vitórias foram do 58ª Edição Anual dos Prémios Emmy do Primetime, onde o show ganhou na categoria Outstanding Art Direction for a Multi-Camera Series e a Outstanding Cinematography for a Multi-Camera Series. Além disso, o show foi nomeado para o People's Choice Awards para Favorite New Television Comedy e foi reconhecido pela Casting Society of America pelo Best Comedy Pilot Casting.

### Distribuição
CBS estreou o show nos Estados Unidos em 19 de setembro de 2005. Internacionalmente, o show estreou no Reino Unido na BBC Two em 7 de maio de 2006, e é exibido pela Citytv no Canadá e pela Seven Network na Austrália. A primeira temporada também é veiculada em syndication nos Estados Unidos. Todos os episódios desta temporada estão disponíveis para streaming no Netflix e no Amazon Video e podem ser adquiridos na loja iTunes dos EUA.

## Lançamento em DVD
| How I Met Your Mother: Season 1[carece de fontes?]                                                       | | | | | |
| Detalhes do DVD                                                                                          | Detalhes do DVD                                                                                          | Detalhes do DVD                                                                                          | Características Especiais | Características Especiais | Características Especiais |
| - 22 Episódios - 3 Discos - Inglês (Dolby Digital 5.1 Surround) - Legendas em inglês, espanhol e francês | - 22 Episódios - 3 Discos - Inglês (Dolby Digital 5.1 Surround) - Legendas em inglês, espanhol e francês | - 22 Episódios - 3 Discos - Inglês (Dolby Digital 5.1 Surround) - Legendas em inglês, espanhol e francês | - comentários em seis episódios - um anuário em vídeo - 2 videoclipes ("First Round" and "Last Call") - Bloopers Os episódios foram cortados da tela widescreen para um formato 4:3 de quadro completo | - comentários em seis episódios - um anuário em vídeo - 2 videoclipes ("First Round" and "Last Call") - Bloopers Os episódios foram cortados da tela widescreen para um formato 4:3 de quadro completo | - comentários em seis episódios - um anuário em vídeo - 2 videoclipes ("First Round" and "Last Call") - Bloopers Os episódios foram cortados da tela widescreen para um formato 4:3 de quadro completo |
| Datas de lançamento                                                                                      | | | | | |
| Região 1                                                                                                 | Região 1                                                                                                 | Região 2                                                                                                 | Região 2 | Região 4 | Região 4 |
| 21 de novembro de 2006                                                                                   | 21 de novembro de 2006                                                                                   | 7 de maio de 2007                                                                                        | 7 de maio de 2007 | 10 de janeiro de 2007 | 10 de janeiro de 2007 |